# Мазяр Володимир Іванович
Володимир Іванович Мазяр (нар. 28 вересня 1977, Кам'янка, Ізяславський район, Хмельницька область) — український футбольний тренер та колишній футболіст-нападник. З січня 2025 є тренером команди «Січ» Добряни. У Вищих лігах провів 146 матчів (Вл України — 84 матчі, Вл Азербайджану — 62 матча). Також зіграв 6 матчів у Кубку УЄФА та 1 — у Лізі Європи.

## Життєпис

### Кар'єра гравця
Вихованець львівського футболу. Перші тренери — Іван Мазяр, Юрій Дубровний. Після вдалих сезонів у нижчих лігах українського чемпіонату за «Скалу» та «Газовик» (Комарно), привернув увагу селекціонерів київського «Динамо», куди його запросили, і він виступав переважно в другій і третій столичній команді.
Потім у його кар'єрі були полтавська «Ворскла» та «Дніпро» з Дніпропетровська, де він провів непогані пару сезонів. За підсумками 1999 року був включений в список 33-х найкращих футболістів України.
Після зміни ряду українських клубів, в 2007 році їде в Азербайджан, де проводить декілька хороших сезонів за тамтешній «Сімург», ставши найкращим бомбардиром в історії команди, але 2009 року через сімейні обставини повернувся в Україну, де став виступати за «Закарпаття».

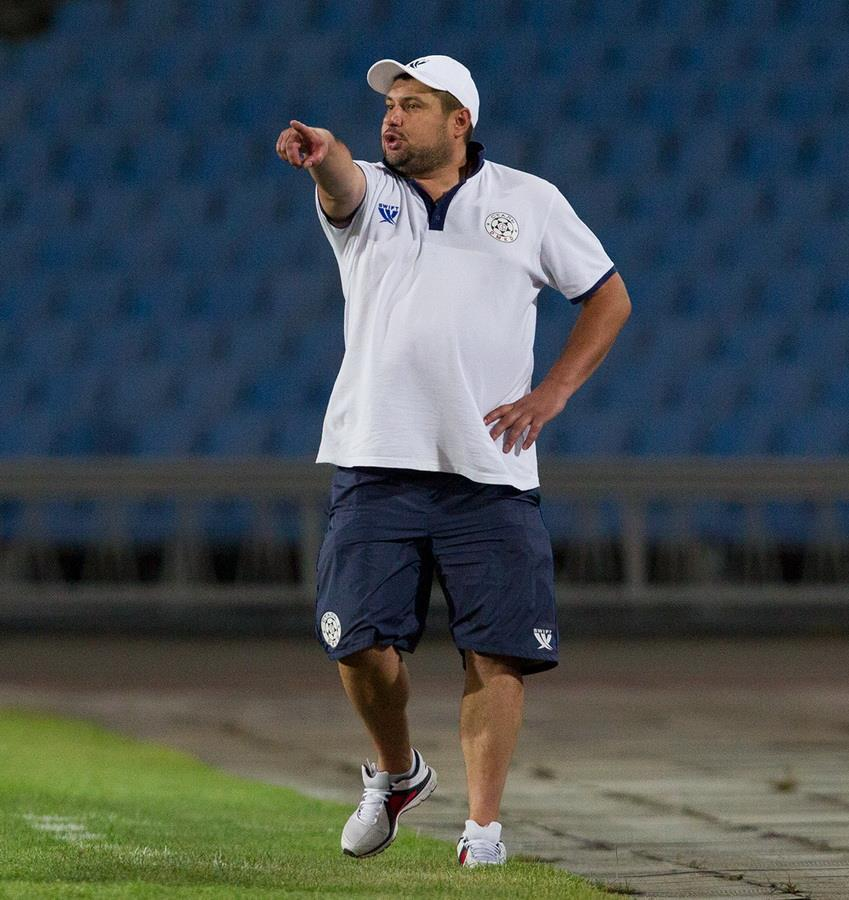
Володимир Мазяр під час роботи зі «Сталлю». 2015 рік.

Закінчив виступи на професійному рівні у 2010 році. Потім грав у чемпіонаті Львівської області за «Промінь» (Самбір), «Кар'єр» (Торчиновичі), та «Миколаїв», а також виступав за міні-футболльну команду «Каменяр-Термопласт» з Дрогобича.
У Вищій лізі України провів 84 матчі, забив 16 голів. Зіграв 6 матчів у Кубку УЄФА і 1 матч у Лізі Європи.

### Тренерська кар'єра
У лютому 2013 року Володимир Мазяр був призначений головним тренером «Сталі» (Дніпродзержинськ), яку за результатами сезону 2013/14 вивів у першу лігу України, а потім і в Прем'єр-лігу. У січні 2016 року президентом клубу був відправлений у відставку, поступившись місцем нідерландському фахівцю Еріку ван дер Меєру.
Наприкінці березня 2016 року було повідомлено, що Мазяр очолив аматорський клуб «Самбір», проте він особисто спростував цю інформацію.
У квітні того ж року призначений головним тренером рівненського «Вереса», з яким пропрацював один рік, поступившись посадою головного тренера своєму помічнику Юрію Вірту.
11 серпня 2017 року офіційно став головним тренером винниківського «Руху», з яким працював до листопада того ж року.
22 листопада 2017 року очолив житомирське «Полісся».. Однак через три тижні співпраці контракт між тренером та клубом був розірваний, по причині того, що в угоді була опція: якщо Володимиру Івановичу буде запропонована робота за кордоном він зможе його розірвати. Цією командою став клуб казахстанської Прем'єр-ліги «Акжайик». На початку січня 2019 року стало відомо, що тренер очолив «Гірник-спорт» із міста Горішні Плавні.
9 вересня 2019 року за взаємною згодою контракт був розірваний, а 10 вересня він очолив вищоліговий «Львів». При Мазярі «Львів» в шести матчах здобув лише два очки, забивши всього один гол і посідав останнє місце в турнірній таблиці. В результаті цього вже 31 жовтня 2019 року тренер покинув клуб.
У січні 2021 року Мазяр знову очолив «Акжайик».

## Титули та досягнення

### Як гравця
- Бронзовий призер чемпіонату України: 2000/01
- Бронзовий призер чемпіонату Азербайджану: 2008/09
- Переможець Першої ліги чемпіонату України (2): 1998/99, 2003/04

### Як тренера
- Срібний призер Першої ліги України: 2014/15
- Бронзовий призер Першої ліги України: 2016/17
- Срібний призер Другої ліги України (2): 2013/14, 2015/16